# Chusquea maculata
Chusquea maculata är en gräsart som beskrevs av Lynn G. Clark. Chusquea maculata ingår i släktet Chusquea och familjen gräs. Inga underarter finns listade i Catalogue of Life.